# Almançor de Bactro
Almançor de Bactro (em árabe: مسرور/المنصور البلخي; romaniz.: al-Mansur/Masrur al-Balkhi; m. 26 de dezembro de 893) foi um oficial militar sênior no final do século IX no Califado Abássida.

## Vida
Pouco se sabe da ascendência de Almançor; seu nisba sugere que foi de Bactro e que pode ser sido iraniano (afegão) ou turco, mas isso não é certo. Ele é citado pela primeira vez pelo historiador Atabari em 870, durante os eventos da deposição do califa Almutadi (r. 869–870). Quando a revolta de Muça ibne Buga Alquibir começou, Almançor foi um dos vários oficiais que mantiveram-se fieis ao califa, e ele foi colocado como chefe da administração do palácio califal. Durante a batalha contra os rebeldes, estava no comando do flanco direito de Almutadi, mas as forças califais foram derrotadas e as tropas fugiram.
Durante o reinado de Almutâmide (r. 870–892), o irmão e regente efetivo do califa Almuafaque fez Almançor um dos principais oficiais do exército abássida. Em 872, liderou uma expedição contra os curdos jacobitas e conseguiu repeli-los, e em 872, 874 e 875 comandou várias campanhas contra o rebelde carijita Muçavir ibne Abedalamide na Jazira. Em 875, substituiu Muça ibne Buga como comandante encarregado com a supressão da Rebelião Zanje, e foi nomeado governador de Avaz, Baçorá, os distritos do Tigre, Iamama e Barém. Mais tarde naquele ano, foi nominalmente nomeado por Almuafaque como governador de todas as províncias orientais do califado.
Em 876, Almançor participou na campanha para parar o avanço do emir safárida Iacube ibne Alaite Alçafar (r. 861–879) no Iraque. Numa tentativa de atrasá-lo, Almançor inundou a região em torno de Uacite ao quebrar um dique sobre o Tigre; ele então fez seu caminho em direção ao principal exército do governo em Sibe Bani Cuma. Quando os dois exércitos se encontraram na decisiva Batalha de Dair Alacul, ele comandou o flanco esquerdo de Almuafaque. Após as forças abássidas saírem vitoriosas, o papel de Almançor na batalha foi reconhecido numa declaração pública, e ele foi recompensado com as propriedades de Abul Saje Deudade, que lutou no lado dos safáridas.
Após a batalha, Almançor continuou supervisionando as operações contra os zanjes; também avançou à região de Avaz e periodicamente lutou contra os rebeldes lá. Em 881, após Almuafaque decidir fazer pessoalmente campanha contra os zanjes, Almançor uniu-se a seu acampamento, e serviu como um dos comandantes durante a rebelião. Ele participou no ataque contra a capital zanje de Muctara, embora nenhuma menção é feita a ele durante o assalto final em 884.

## Família
Almançor teve ao menos dois filho. Maomé ibne Almançor foi nomeado governador da Estrada de Meca por Almuafaque em 879; ele deputou seu irmão Ali para assumir o posto, mas o último foi morto por membros da tribo dos Banu Assade enquanto viajavam para Muguitá.